# Jörgen Heikki
Jörgen Heikki, född 18 januari 1971 i Jukkasjärvi församling, Kiruna kommun, är en svensk radiojournalist.
Heikki har arbetat för Sveriges Radios Sameradion, Meänraatio, Sveriges Radio Finska och Ekot. År 2022 tilldelades han Sveriges Radios språkpris.